# Grube Osterholz
Die Grube Osterholz ist ein Kalkstein-Steinbruch im Westen Wuppertals im Stadtbezirk Vohwinkel an der Grenze zu Wülfrath. Der bei Dornap/Schöller gelegene Steinbruch wird in Anlehnung an das Waldgebiet Osterholz benannt. Er ist auch als Steinbruch Oetelshofen bekannt.
Der Wanderweg Eulenkopfweg führt am Steinbruch vorbei.

## Die Bewirtschaftung des Steinbruchs durch das Unternehmen Oetelshofen
Der heute noch betriebene Steinbruch umfasst eine Fläche von acht Hektar und wird von der Kalkwerke H. Oetelshofen GmbH & Co. KG bewirtschaftet. Die Firma ist das letzte selbstständige Familienunternehmen seiner Art, das im regionalen Konkurrenzkampf übrig geblieben ist.
Die große Abraumhalde, umgangssprachlich „Monte Hermann“ genannt, wuchs in den letzten Jahren zu einer Höhe von mehr als 60 Meter über dem Umfeld an. Die Fördermengen betrugen 1983 an reinem Kalkstein 635.000 Tonnen. Mit 94 Mitarbeitern wurden 122.600 Tonnen Kalkprodukte erzeugt. Im Jahr 1993 betrug die Fördermenge 1.000.000 Tonnen und es wurden mit 101 Mitarbeitern 150.000 Tonnen Kalk gebrannt.

### Geschichte
Die erste urkundliche Erwähnung eines Kalksteinbruchs bei Hof Gerhardsfurth ist auf das Jahr 1750 datiert. 1857 ersteigerte Hermann Oetelshofen den Hof Gerhardsfurth mit dem zugehörigen Kalksteinbruch auf einer Auktion für 16.120 Taler. Als Landwirt betrieb Oetelshofen mit seiner Frau hauptsächlich den Hof und im Nebenerwerb eine Kalkbrennerei. Hermann Oetelshofen stammt vom Anton Oetelshofen ab, der ab 1773 das Gut Steinberg bewirtschaftete.
Oetelshofen beteiligt sich mit dem Kapital aus dem Vermächtnis seines Vaters am 21. Dezember 1872 an der Firma Ernst Hummeltenberg & Co., die 1871 in Neu-Dornap gegründet worden war. Die Firma wurde 1888 wie viele andere auch von der Dornap-Angertaler Aktiengesellschaft für Kalkstein und Kalkindustrie aufgekauft. Das Kalkgeschäft gab Familie Oetelshofen jedoch nicht auf, Oetelshofens Sohn Hermann brannte ab 1897 in einem Ringofen erneut Kalk, der aus dem familieneigenen Bruch gefördert wurde.
1899 wurden bereits 40 Arbeiter beschäftigt. 1900 wurde die Kalkwerke H. Oetelshofen GmbH gegründet, 1930 beginnt die Erschließung des Steinbruchs Hahnenfurth. Zuvor wurde vom Grafen von Schaesberg ein weiteres größeres Kalksteinvorkommen hinzu gepachtet. Die bisher betriebenen Ringöfen wurden 1937 durch Seeger-Schachöfen ergänzt, die die ersten ihrer Art im Dornaper Gebiet waren.
Hermann Oetelshofen Jr. kam bei Kriegsende 1945 ums Leben, als Plünderer in sein Haus eindrangen. Seine Schwester Elfriede Iseke (geborene Oetelshofen) führte das Unternehmen weiter und wurde 1954 von ihrem Sohn Hermann Iseke in der Firmenleitung abgelöst. Heute stellen Jörg Iseke und Moritz Iseke die Geschäftsführung und der Hof Gerhardsfurth befindet sich nach wie vor im Familienbesitz.
Anlässlich des 100-jährigen Firmenjubiläums wird eine gemeinnützige Stiftung Kalkwerke Oetelshofen gegründet.

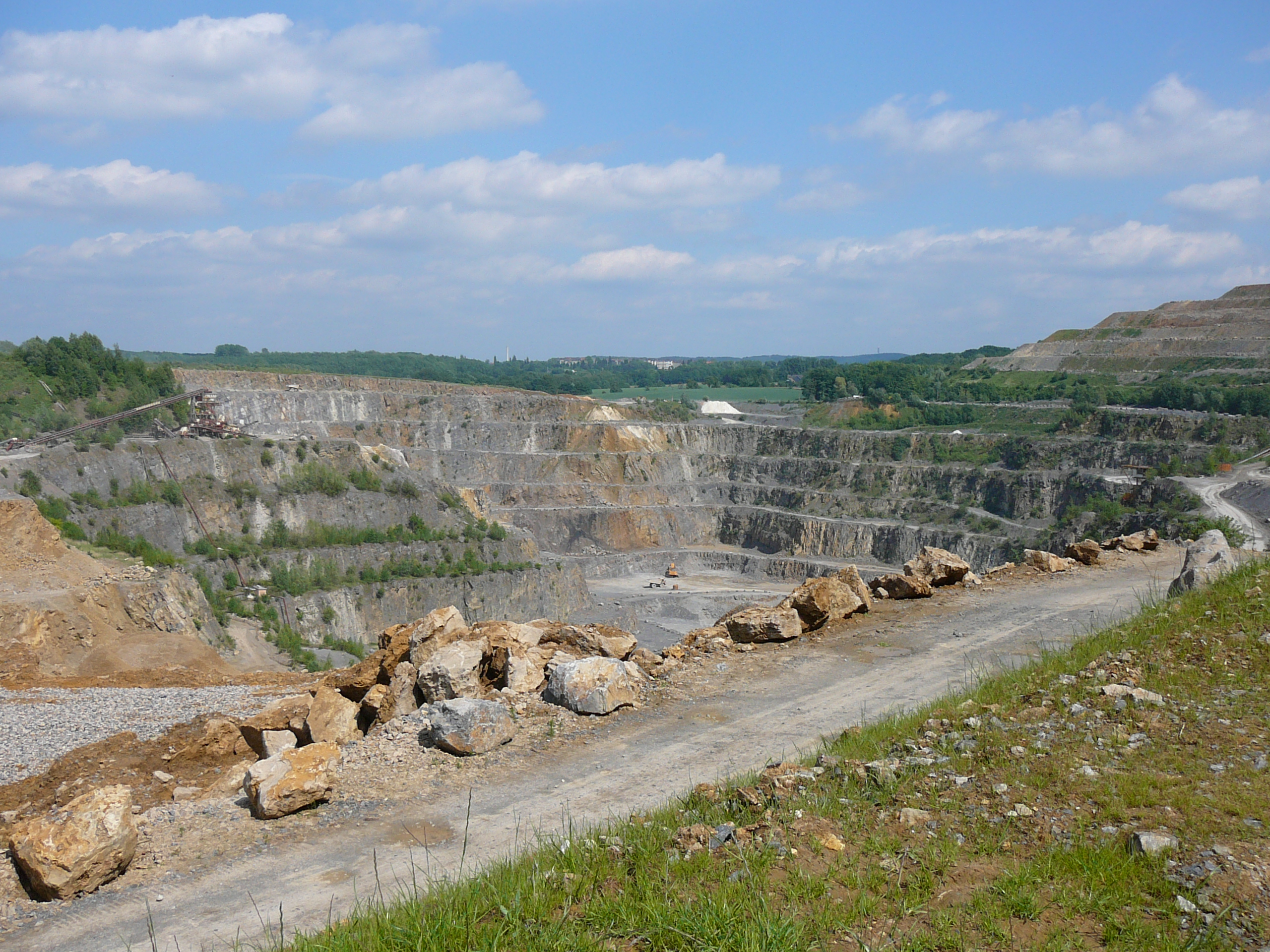
Blick in die Grube
- 3D-Modell der Grube

### Ausblick
Das Unternehmen hat bereits Pläne entworfen, wie das Gelände bei Beendigung des Abbaus Ende des 21. und Anfang des 22. Jahrhunderts renaturiert werden kann. Es zeigt sich schon an bereits stillgelegten Steinbrüchen, dass die Artenvielfalt im Umfeld dieser Gelände nach erfolgreicher Renaturierung höher ist als vor der Nutzung. Die Abraumhalden und ehemaligen Klärteiche entwickeln sich in der Regel zu schützenswerten Biotopen.

## Natur
Seit 2005 hat sich ein Uhu-Pärchen in der Grube niedergelassen.

## Veranstaltungen
Vereinzelt wurden im Steinbruch öffentliche Veranstaltungen ausgerichtet, so unter anderem 2008 Red Bull X-Fighters und ein größeres Pop-Konzert. Der Ort wird ebenfalls für Fotoshootings und als Drehort, z. B. für die Fernsehserie Wishlist oder Mode- und Sportmarken benutzt. Ca. 7 Tausend Menschen nehmen jährlich an dem Hindernisparcours Xletix durch den Steinbruch teil. Alle zwei Jahre finden im Steinbruch die Steinbruchtage statt. Hierbei können Besucher den Steinbruch durch Bustouren erkunden und Baumaschinen sehen. Weiterhin stellen über 100 Aussteller aus dem Bereich Kunsthandwerk, Steinkunst und Gartentechnik ihre Produkte vor. Die erwarteten Besucherzahlen für 2019 lagen bei rund 20 Tausend Menschen, wie auch 2017 gekommen waren.

### Red Bull X-Fighters
Am 16. August 2008 wurde im Steinbruch Oetelshofen erstmals in Deutschland die Veranstaltung Red Bull X-Fighters ausgetragen, bei der eine Auswahl der zwölf besten Freestyle-Moto-Cross-Fahrer gegeneinander antraten und eine dreistündige Show mit spektakulären Motocross-Fahrer-Stunts zeigten. Dazu erschienen 15.000 Zuschauer. Die Veranstaltungsfläche war rund 150 Meter breit. Die Arbeiten im Steinbruch wurden unterbrochen.